# Slag bij Burkel
De Slag om Burkel werd op 19 oktober 1918 nabij de buurtschap Burkel uitgevochten tussen Belgische en Duitse strijdkrachten, tijdens de eindfase van de Eerste Wereldoorlog. Het was de laatste cavalerieaanval in West-Europa.

## Achtergrond
De Belgische cavaleriedivisie was gestationeerd in het westelijke front als een infanterieformatie, de paarden werden dicht bij het front gehouden om de bevoorrading te kunnen aanbrengen.
Tegen oktober 1918 had het Belgische leger een groot stuk terrein terugveroverd dat ze verloren hadden in 1914. Het Duitse leger trok zich terug oostwaarts. Tegen 18 oktober had het 5de Belgische Divisie Brugge bereikt en veroverde de 7de Belgische Infanteriedivisie Oostkamp. De Cavaleriedivisie, die de orders gekregen had om Eeklo aan te vallen, had vertraging opgelopen door de verwoeste bruggen bij Ruddervoorde. Hierdoor kregen ze het bevel om positie te nemen achter het 1ste Belgische Infanteriedivisie ten westen van Ruddervoorde. Tijdens de nacht van 18 op 19 oktober trokken de Duitsers zich uit deze sector terug. De Cavaleriedivisie, die twee kolommen vormde, kreeg het bevel om de Duitsers die in de richting Eeklo terugtrokken te achtervolgen.

## De aanval
De noordelijke kolom van de Cavaleriedivisie trok richting Eeklo, maar kwam tot stilstand door een aanval van de Duitse achterhoede in de buurt van Burkel. Hierdoor werden ze gedwongen om van hun paard af te stappen en om terug te vechten.
In de namiddag van 19 oktober kreeg majoor Victor van Strydonck, die het commando van 2 squadrons van het 1ste Regiment van de Gidsen had, de volgende orders: "steek de vijandelijke linie over bij verrassing. Wanneer Burkel bereikt is, val de vijand langs achter aan..."
De eerste groep van het regiment, onder bevel van kolonel Jooris, werd door vijandelijke machinegeweren gestopt en gedwongen om het gevecht te voet verder te zetten, om op die manier met de steun van artilleriegeschut een gat in de verdediging te slaan.
Nadat ze de Duitsers in stilte benaderden, viel de cavalerie de Duitse achterhoede om 16 uur 30 aan in het bos van Burkel. Vooraf gegaan door de kreet "Vooruit, mijn kinderen! Voor de koning" (Frans: En avant, mes enfants! Pour le roi!) werd de aanval ingeleid met twee gepantserde auto's op kop. De eerste linie van loopgraven werd overlopen, hierdoor kon de cavalerie drie kilometer verder rijden voordat ze de tweede linie met Duitse machinegeweren tegenkwam. De gepantserde auto's werden gemobiliseerd en de cavalerie kreeg de orders om de tweede lijn van machinegeweren te voet aan te vallen. De overgebleven Duitsers trokken zich rond 17 uur terug. Hierdoor werd ook de tweede linie ingenomen.

## De nasleep
De 1ste Gidsen voegden de vermelding "Burkel" toe aan hun vlag. Victor van Strydonck, die het commando had over de aanval, werd Baron en kreeg de titel "de Burkel" als herkenning voor zijn heroïsche daad. Tijdens de Tweede wereldoorlog was hij commandant van de Vrije Belgische Strijdkrachten in het Verenigd Koninkrijk.